# Les Chatons
 (mai 2012).
Si vous disposez d'ouvrages ou d'articles de référence ou si vous connaissez des sites web de qualité traitant du thème abordé ici, merci de compléter l'article en donnant les références utiles à sa vérifiabilité et en les liant à la section « Notes et références ».
Les Chatons est un chœur d’enfants français dirigé par Claude Lombard et créé en novembre 1981. Produit par Rym Musique, il est composé de six enfants (dont, à l'origine, Claudette Colette et Ginette).
En 1990, Claude Lombard enregistre et réalise avec la participation spéciale de Jean-Claude Corbel la collection Chansons pour nos chatons qui inclut 4 volumes et reprennent des rondes et chansons traditionnelles françaises. En 1993 paraissent Le Noël des chatons et un disque en anglais Les Chantons apprennent l'anglais. Deux derniers albums sont encore enregistrés avant la séparation du groupe en 2004.

## Discographie
- 1990 : Chansons pour nos chatons, vol. 1 (Rym Musique/Universal/Cœur de Lion) CDLCD-1806
- 1990 : Chansons pour nos chatons, vol. 2 (Rym Musique/Universal/Cœur de Lion) CDLCD-1807
- 1990 : Chansons pour nos chatons, vol. 3 (Rym Musique/Universal/Cœur de Lion) CDLCD-1808
- 1990 : Chansons pour nos chatons, vol. 4 (Rym Musique/Universal/Cœur de Lion) CDLCD-1809
- 1993 : Le Noël des chatons (Rym Musique/Universal/Cœur de Lion) CDLCD-1831
- 1993 : Les Chatons apprennent l'anglais (Rym Musique/Universal/Cœur de Lion) CDLCD-1833
- 1993 : Chansons pour nos chatons, vol. 5 (Rym Musique/Unviersal/Cœur de Lion) CDLCD-1836
- 1995 : Chansons pour nos chatons, vol. 6 (Rym Musique/Universal/Cœur de Lion) CDLCD-1851